# Blastobasis magna
Blastobasis magna é uma espécie de mariposa do gênero Blastobasis pertencente à família Coleophoridae.